# Dionísio II de Siracusa
Dionísio II (ca. 397 a.C. – 343 a.C.), tirano de Siracusa (Século IV a.C.).

## Biografia
Ao tornar-se tirano de Siracusa, Dionísio II estabeleceu a paz com Cartago e gozou dez anos de governo tranquilo. Seu interesse pela Filosofia fez com que recebesse a visita de Platão. Mas em 355 a.C. ele perdeu o controle de Siracusa. 

## Queda
Em 347 a.C., Dionísio retomou o poder em Siracusa, mas teve que lutar contra Hicetas. Hicetas, a partir de Leontinos, atacou e sitiou Siracusa com um grande exército, mas como o cerco se prolongou demais, Hicetas voltou para Leontinos. Dionísio atacou as tropas em retirada, mas Hicetas voltou, derrotou Dionísio, e tomou Siracusa, exceto a ilha.
Logo depois, parte de Siracusa foi tomada por Timoleon, mas, no ano seguinte, o ano da 109.a Olimpíada, a situação em Siracusa tornou-se caótica: Dionísio controlava a ilha (a cidadela), Hicetas controlada Achradina e Neapolis, Timoleon o resto da cidade, e ainda havia cento e cinquenta trirremes de Cartago no porto, com cinquenta mil homens em terra.
Quando chegaram as forças de Marcus, tirano da Catânia e aliado de Timoleon, e dez navios de Corinto, os cartagineses se retiraram do porto, e Hicetas ficou isolado. Com isto, Timoleon tomou Siracusa.
No ano seguinte, Timoleon negociou a rendição de Dionísio, que ganhou salvo-conduto para ir para o Peloponeso, levando suas posses.
Timoleon arrasou a cidadela e os palácios da ilha, e estabeleceu um novo código de leis, com um governo democrático em Siracusa; o cargo máximo, renovado anualmente, passou a ser o amphipoly de Zeus Olímpico, sendo Calímenes, filho de Alcadas, o primeiro a ocupar o cargo sacerdotal. Este sistema perdurou por um longo tempo, porém depois que os siracusanos se tornaram cidadãos romanos, o cargo perdeu a importância, após passar trezentos anos sendo importante.

## Exílio em Corinto
Dionísio terminou seus dias em Corinto, na pobreza, servindo como exemplo com sua vida e infortúnio àqueles que não agem de forma sábia quando tem sucesso. Ele faleceu em 342 a.C.